# Retevirgula
Retevirgula is een mosdiertjesgeslacht uit de familie van de Ellisinidae en de orde Cheilostomatida. De wetenschappelijke naam ervan is in 1948 voor het eerst geldig gepubliceerd door Brown.

## Soorten
- Retevirgula acuta (Hincks, 1885)
- Retevirgula aggregata Gordon, 1984
- Retevirgula akdenizae Chimenz, Nicoletti & Lippi Boncambi, 1997
- Retevirgula areolata (Canu & Bassler, 1923)
- Retevirgula asiana Min, Seo, Grischenko, Lee & Gordon, 2017
- Retevirgula caribbea (Osburn, 1947)
- Retevirgula lata Osburn, 1950
- Retevirgula mesitis (Marcus, 1949)
- Retevirgula multipunctata Winston, Vieira & Woollacott, 2014
- Retevirgula neozelanica Powell, 1967
- Retevirgula osburni Soule, 1959
- Retevirgula sejuncta (MacGillivray, 1891)
- Retevirgula tubulata (Hastings, 1930)
- Retevirgula zoeciulifera Moyano, 1983

Niet geaccepteerde soort:
- Retevirgula periporosa (Canu & Bassler, 1928) → Hincksina periporosa Canu & Bassler, 1928